# Sex Dreams and Denim Jeans
Sex Dreams and Denim Jeans é o álbum de estréia da cantora e compositora norte-americana Uffie. Foi lançado em 14 de junho de 2010 na Europa e em 22 de junho do mesmo ano nos Estados Unidos pelas gravadoras Ed Banger Records, Elektra Records e Because Music. Produzido por Feadz, J-Mat, Mr. Oizo, Mirwais eSebastiAn, o álbum conta com participações de Pharrell Williams e Matt Safer da aclamada banda de Indie rock The Rapture, e inclui um cover da banda Siouxsie and the Banshees.
O álbum foi incluído no Drowned in Sound dos 50 melhores álbuns de 2010, onde se posicionou na 35ª posição. Também foi incluído como um dos melhores álbuns de 2010, em outras várias publicações.

## Faixas
| Versão padrão |                                      |                                                          |                 |         |  |
| N.º           | Título                               | Compositor(es)                                           | Produtor(es)    | Duração |  |
| 1.            | "Pop the Glock"                      | Anna Hartley, Fabien Pianta, Johann Mattar               | Feadz, J-Mat    | 3:30    |  |
| 2.            | "Art of Uff"                         | Hartley, Pianta, Quentin Dupieux                         | Mr. Oizo        | 3:05    |  |
| 3.            | "ADD SUV" (com Pharrell Williams)    | Hartley, Pharrell Williams, Mirwais Ahmadzaï             | Mirwais         | 3:29    |  |
| 4.            | "Give It Away"                       | Pianta, Mattar                                           | Feadz, J-Mat    | 3:20    |  |
| 5.            | "MCs Can Kiss"                       | Dupieux, Hartley, Pianta                                 | Mr. Oizo        | 3:09    |  |
| 6.            | "Difficult"                          | Pianta, Sebastian Akchoté                                | SebastiAn       | 2:56    |  |
| 7.            | "First Love"                         | Hartley, Pianta, Dupieux                                 | Mr. Oizo        | 4:57    |  |
| 8.            | "Sex Dreams and Denim Jeans"         | Lou Reed                                                 | Mirwais         | 2:37    |  |
| 9.            | "Our Song"                           | Pianta, Dupieux                                          | Feadz, Mr. Oizo | 3:19    |  |
| 10.           | "Ilusion of Love" (com Mattie Safer) | Hartley, Matthew Safer, Ahmadzaï                         | Mirwais         | 5:19    |  |
| 11.           | "Neuneu"                             | Pianta, Dupieux                                          | Mr. Oizo        |         |  |
| 12.           | "Brand New Car"                      | Pianta                                                   | Feadz           |         |  |
| 13.           | "Hong Kong Garden"                   | John McKay, Kenny Morris, Siouxsie Sioux, Steven Severin | Mirwais         |         |  |
| 14.           | "Ricky"                              | Pianta, Mattar                                           | Feadz, J-Mat    |         |  |

## Desempenho nas tabelas musicais

### Posições
| Tabelas musicais (2011-12)               | Melhor posição |
| ---------------------------------------- | -------------- |
| Bélgica - Ultratop (Flandres)            | 7              |
| Bélgica - Ultratop (Vallonia)            | 76             |
| Estados Unidos - Dance/Electronic Albums | 17             |
| Estados Unidos - Top Heatseekers         | 32             |
| França - French Albums Chart             | 59             |
| Reino Unido - UK Dance Chart             | 18             |